# 윤재윤
윤재윤(尹載允, 1953년 ~)은 제43대 춘천지방법원장을 역임한 법조인이다.

## 생애
1953년 수원시에서 태어나 경기고등학교와 서울대학교 법학과를 졸업한 윤재윤은 제21회 사법시험에 합격하여 제11기 사법연수원을 수료하고 판사에 임용되었다.
윤재윤은 법원 내 건설 분야 전문가로서 건설전담부 재판장 경험을 바탕으로 '건설분쟁관계법:건설분쟁의 법적 쟁점과 소송실무'를 집필·발간하면서 매년 건설 분야 판례를 정리․분석해 법률신문을 통해 소개하였으며, '언론분쟁과 법:쟁점과 판례 및 언론분쟁중재사례를 중심으로'를 공동 저술해 한국언론법학회로부터 2005년 '철우언론법상'을 수상했다.
서울고등법원 재판장으로 재직할 때, "군 복무 중 이뤄진 포사격으로 난청에 걸렸다"면 "국가유공자에 해당한다"는 판결을 했다.

## 경력
- 1983년 ~ 1986년 서울가정법원 판사
- 1981년 ~ 1983년 수원지방법원 판사
- 1986년 ~ 1987년 서울민사지방법원 판사
- 1987년 ~ 1989년 마산지방법원 거창지원 지원장
- 1989년 ~ 1990년 미국 워싱턴주립대학교 객원연구원
- 1991년 ~ 1996년 서울고등법원 판사
- 1992년  ~ 1994년 법원행정처 조사국 심의관
- 2000년 ~ 2003년 언론중재위원회 중재부 부장
- 2000년 ~ 2004년 서울지방법원 부장판사
- 2004년 ~ 2005년 부산고등법원 부장판사
- 2005년 ~ 2010년 서울고등법원 부장판사
- 2006년 ~ 2007년 건설교통부 중앙토지수용위원회 위원장직무대행
- 2010년 ~ 2012년 춘천지방법원 법원장
- 2012년 ~법무법인 세종 대표변호사

## 수상
- 2005년 제5회 철우언론법상

## 저서
- <언론분쟁과 법:쟁점과 판례 및 언론분쟁중재사례를 중심으로>
- <건설 분쟁 관계법:건설분쟁의 법적 쟁점과 소송실무>
- 2010년 <우는 사람과 함께 울라>